# Will Ahmed
William Ahmed é um empresário americano, mais conhecido como CEO da WHOOP, uma empresa de dispositivos eletrónicos para uso na área da saúde, que criou em 2012.

## Primeiros anos de vida
Ahmed cresceu em Long Island, Nova Iorque. Ele é filho único. Na juventude, praticou vários desportos, incluindo futebol, hóquei, lacrosse, ténis, natação, golfe e vela. Ele frequentou o ensino secundário na St. Paul's School em Concord, New Hampshire. Ele licenciou-se no Harvard College, onde estudou governo e foi capitão da equipa de squash.

## Carreira
Em 2012, enquanto estudante em Harvard, Ahmed começou a desenvolver uma nova tecnologia para uso que permitiria aos atletas medir a recuperação e otimizar o desempenho. De acordo com Ahmed, ele começou a criar tecnologia após ler dezenas de artigos médicos. O primeiro dispositivo para uso da empresa foi lançado em 2015. Ahmed procurou implementar uma estratégia que consistia em vender o produto a grandes equipas desportivas e a atletas antes de publicitar o mesmo junto de uma base de consumidores mais ampla, com o intuito de gerar um efeito “halo” para a marca. O nadador olímpico Michael Phelps e a estrela da NBA Lebron James estiveram entre os primeiros utilizadores do dispositivo.
Em 2021, a empresa foi avaliada em 3,6 mil milhões de dólares, após o investimento de 200 milhões de dólares, por parte da SoftBank, na empresa. Sob a liderança de Ahmed, a WHOOP recrutou investidores, incluindo: IVP, Eli Manning, Patrick Mahomes e Larry Fitzgerald.
Em 2022, Ahmed proclamou uma vitória sobre a Amazon na competição de dispositivos para uso após a Amazon ter descontinuado o seu produto Halo. Ele alegou que a banda Halo da Amazon era uma cópia do dispositivo WHOOP. A Amazon negou publicamente as alegações.
A WHOOP deslocou-se para a sua nova sede, na Kenmore Square, em Boston, Massachusetts, em julho de 2023. Ahmed foi acompanhado pela presidente da Câmara Municipal de Boston, Michelle Wu, e o secretário de Trabalho dos EUA, Marty Walsh, na inauguração.
Em 2023, Ahmed foi indicado para a “Board of Fellows” da Harvard Medical School.
Em maio de 2024, Ahmed anunciou que o futebolista português Cristiano Ronaldo tinha investido na WHOOP. Ahmed e Ronaldo fizeram o anúncio através de uma transmissão de vídeo ao vivo no Instagram, na casa de Ronaldo, em Riade, na Arábia Saudita. No mesmo mês, Ahmed também anunciou que a WHOOP estaria disponível para venda na Índia, na sequência de notícias de que os jogadores de críquete Virat Kohli, Suryakumar Yadav e Shreyas Iyer tinham utilizado a WHOOP durante o Campeonato do Mundo de Críquete do ICC.